# Letonia en el Festival de la Canción de Eurovisión 2010
 Letonia participará en el Festival de la Canción de Eurovisión 2010. La LTV lo anunció en diciembre de 2008, al anunciar que no participaría en 2009, a pesar de que sí lo hizo, y sí lo haría en 2010. En 2009, Intars Busulis sólo pudo conseguir un 19º puesto en la segunda semifinal del festival, con lo que, Letonia deberá pasar por la semifinal.
Por estos momentos no ha confirmado su participación para el 2010 pero muchas páginas web le dan como posible participante.Eso habrá que verlo cuando lo confirme